# モーリス・エルゾーグ
モーリス・エルゾーグ（Maurice Herzog、1919年1月15日 - 2012年12月13日）は、フランスの登山家、政治家。リヨンに生まれ、ヌイイ＝シュル＝セーヌで没した。

## 経歴
モーリス・エルゾーグは、1919年1月15日にリヨンで生まれた。父親は、スイス国籍で、フランス外人部隊の一員であった。
エルゾーグは、1964年7月23日に、パリで名家ド・コセ＝ブリサック家 (Maison de Cossé-Brissac) の一員であるピエール・ド・コセ・ブリサック (Pierre de Cossé Brissac) の娘マリ＝ピエール (Marie-Pierre) と最初の結婚をし、やがてふたりの子ども、ローラン・エルゾーグ（ Laurent Herzog、1965年6月24日 - 1999年4月26日）と、フェリシテ・エルゾーグ（Félicité Herzog、1968年 - ）をもうけた。エルゾーグは1976年に、エリザベス・ギャンパ— (Élisabeth Gamper) と再婚し、さらにふたりの子ども、セバスティアン (Sébastien) とマティアス (Mathias) をもうけた。エルゾーグは、作家で映画制作者でもあったジェラール・エルゾーグ (Gérard Herzog) の実兄、映画監督ジャック・エルトー (Jacques Ertaud) の義理の兄であり、ジュネーヴの大噴水の設計と建設を行なった技術者オスカー・エルゾーグ (Oscar Herzog) の孫であった。
エルゾーグは、公認された500時間を含め、飛行時間1500時間の飛行士であり、1952年から1955年までフランス山岳会 (Club alpin français, CAF) の会長を務め、1964年には仏独青少年交流公社 (Office franco-allemand pour la jeunesse) を設立して総裁となり、1970年から1994年まで国際オリンピック委員会 (IOC) 委員、後に名誉委員となった。
晩年のエルゾーグは、没するまでヌイイ＝シュル＝セーヌに定住していた。

### レジスタンス運動
エルゾーグは、1944年にパリのHEC経営大学院を修了し、同年9月にはレジスタンス運動に身を投じてアルペン猟兵の第27アルペン猟兵大隊第2中隊長/大尉となり、第5半旅団の一員として、1944年から1945年にかけての冬季にアルプス方面での戦闘に参加した。ジャン・マビア (Jean Mabire) は、当時のエルゾーグについて「大隊において最も優れた登山家のひとりであり、... 自らが率いる中隊も彼の姿そのままのようにまとめていた」と記した。

### アンナプルナ
1950年6月3日、モーリス・エルゾーグとルイ・ラシュナル (Louis Lachenal) は、ガストン・レビュファ (Gaston Rébuffat)、リオネル・テレイ (Lionel Terray)、マルセル・イシャック (Marcel Ichac)、ジャン・クジー (Jean Couzy)、マルセル・シャッツ (Marcel Schatz)、ジャック・ウドー (Jacques Oudot)（医師）、フランシス・ド・ノワイエル（補給支援）から成る登山隊の支援を受け、史上最初の8000メートル峰への登頂を、アンナプルナ第1峰への初登頂によって果たした。しかし、エルゾーグは山頂付近で誤って手袋を落とし、失くしてしまう。さらに下山中に嵐に遭い、クレバスの中でビバークを強いられた。第2キャンプからは凍傷で歩くことが困難になり、ソリで下ろされた。その後はポーターの背に担がれてモンスーンの雨の中を半死半生で撤退した。結局は凍傷により手足の指全ての切断を余儀なくされた。
この遠征は、『パリ・マッチ (Paris Match)』誌のトップ記事で取り上げられ、また、マルセル・イシャックによって『Victoire sur l'Annapurna』のタイトルで映画化された。エルゾーグの著書『処女峰アンナプルナ - 最初の8000m峰登頂』はベストセラーとなり、世界で1100万部以上売れた。本の最後の言葉「人生には他のアンナプルナがある」は有名。ベストセラーとなったエルゾーグの著書は、その内容をめぐって議論も呼んだ。他の仲間はエルゾーグの「空想的な広報活動」を評価しなかった。遠征で起こった出来事や、エルゾーグの果たした役割について、ルイ・ラシュナルの手記『Carnets du vertige』では異なる説明がなされた。エルゾーグの娘であるフェリシテ・エルゾーグは、父親の伝説的人物像に挑戦し、事実関係についての父親への質問と回答を当時の状況に照らして検討し、アンナプルナ遠征の検証を行なった。フェリシテ・エルゾーグは、この遠征と（誇大癖があり、性的執着が強く、反ユダヤ主義的だと彼女が考えている）父親の態度について、統合失調症であった弟ローランの死と関連づけ、「理想的父親像への強い崇拝の念」に起因するものだとした。結論として彼女は、父親の著書は、自らの想像の産物に基づいた小説に過ぎないと断じた。
エルゾーグは山頂で強い恍惚感を覚えたと証言している。山頂付近での不自然な行動は、覚醒剤のマキシトン（アンフェタミン）を使用していたためと評されることもある。当時マキシトンは合法で興奮剤として広く使われていた。ただし、遠征隊がマキシトンを所持していたことはエルゾーグも証言しているが、自身が使用したことは否定している。

### 政治活動
エルゾーグは政府高官として、1958年から1966年まで青年・スポーツ大臣 (ministre français de la Jeunesse et des Sports) を務め、ド・ゴール将軍の信頼を得て、スポーツを振興し、強きフランスの代表として国外に送り出せる選手エルゾーグはクーベルタン男爵のピラミッドの神話を用いて、選び抜かれた選手たちを民衆の代表者に仕立て上げた。エルゾーグは、1960年代に急速に普及した青年文化会館 (maisons des jeunes et de la culture) のネットワークの形成に重要な役割を果たし、屋外・余暇活動拠点 (base de plein air et de loisirs) の創設にも関わった。
エルゾーグは、まず1962年にローヌ県から国民議会の議員に選出され、共和国民主連合 (Union des démocrates pour la République, UDR) の副党首となり、1965年にはリヨン市長選挙に落選したものの、1967年から1978年まではオート＝サヴォワ県から国民議会議員に選出され、その間1968年から1977年までシャモニー市長を務め、さらに、モンブラントンネルの社長を務めながら、建設業など公共事業関連や石油製品関係企業の経営陣に名を連ねた。エルゾーグは、フランスのスポーツアカデミー (Académie des sports) の会員であった。
モーリス・エルゾーグは、1970年から1994年まで国際オリンピック委員会 (IOC) 委員を務めた.

## 栄典
- レジオンドヌール勲章 - グランクロワ（大十字）2011年12月30日受章
- クロア・ド・ゲール勲章 (1939-1945) (Croix de guerre 1939-1945)
- スポーツ功労勲章 (Ordre du Mérite sportif) - コマンドゥール
- スポーツアカデミー (フランス)によるガイ・ウィルデンシュタイン賞 (Prix Guy Wildenstein) - 1950年：この賞は「他の模範となる体育教育ないしスポーツの業績を継続的な活動ないし特定の事績によって挙げた団体に贈られる」ものであり、アンナプルナ遠征隊全員が団体として受賞している[16]。
- ドイツ連邦共和国功労勲章 - 大功労十字星章
- オーストリア共和国功労勲章 (Ordre du Mérite (Autriche))
- グルカ戦功勲章 (Croix de guerre gurkha) （ネパール）
- オリンピック勲章 (Ordre olympique)
- その他、諸国からの栄典を受けた[17]。

## 著書
- Annapurna - Premier 8000, Éditions Arthaud.
- Renaître - Une autre vie après l'Annapurna, Éditions Jacob-Duvernet.